# Roslyn Lindheim
Roslyn Lindheim (1921-5 de mayo de 1987) fue una arquitecta estadounidense, profesora de la Universidad de California en Berkeley, conocida por el diseño de hospitales.

## Biografía
Lindheim nació en la ciudad de Nueva York y asistió al Radcliffe College y luego a la Escuela de Arquitectura de la Universidad de Columbia. Se mudó a California en la década de 1950 y dividió su trabajo entre California y Nueva York. Se unió a la facultad de la Universidad de California en Berkeley en 1963, donde abogó por la admisión de estudiantes negros e hispanos en el Departamento de Arquitectura.
Lindheim se especializó en arquitectura de atención médica y tenía como objetivo crear entornos «saludables y humanos» al diseñar instalaciones de atención médica. Estuvo muy involucrada con la organización sin fines de lucro Planetree, que promueve la atención centrada en el paciente, y desarrolló un conjunto de principios de diseño que se usaron en todas las instalaciones de Planetree. Ella diseñó el Centro Médico Montefiore en El Bronx, el Hospital Infantil Lucile Packard en la Universidad Stanford y el pabellón Planetree del Centro Médico California Pacific en San Francisco.
En la década de 1970, Lindheim fue la investigadora principal de un programa del Instituto Nacional de Salud Mental que examinaba la relación entre el entorno físico y los factores culturales y de comportamiento de los individuos. También realizó una investigación para la Sociedad Gerontológica de América sobre entornos que atienden a los ancianos y fue coautora de un libro titulado Environments for Sick Children. Fue elegida miembro de la Academia Nacional de Medicina en 1972, y fue la primera arquitecta en recibir este honor.
Su esposo fue Richard Lindheim, con quien tuvo dos hijos. Falleció de cáncer el 5 de mayo de 1987 en su casa de Berkeley.